# Пешков, Алексей Александрович
Алексей Александрович Пешков (24 августа 1953 года — 22 ноября 2011 года) — российский учёный-геолог, специалист в области геотехнологий и геоэкономики, заведующий лабораторией проблем комплексного освоения недр с земной поверхности Института проблем комплексного освоения недр PAН (ИПКОН РАН), член-корреспондент РАН (2000).
Специалист в области геотехнологий и геоэкономики.
Основные направления исследований: оптимизация геотехнологий открытого способа разработки при комплексном освоении и сбережении недр; разработка методов и моделей для обоснования стратегий комплексного освоения месторождений; изучение геомеханических особенностей проявления оползней и их взаимосвязей с технологией открытых работ; разработка методов определения геотехнологических параметров; развитие теории проектирования малых карьеров на основе экономически эффективной и экологически безопасной геотехнологии.
Вел исследования в области геотехнологии — одной из основных групп горных наук, возглавляющий научную школу по двум актуальным направлениям горных наук: создание научных основ управления развитием горных работ на глубоких карьерах; теория экономической оценки и оптимизации стратегий комплексного освоения недр.
Автор свыше 80 трудов (в том числе монографий и 6 патентов), которые опубликованы в ведущих отечественных и зарубежных изданиях.
Являлся заместителем председателя Экспертного совета по наукам о Земле ВАК России, членом диссертационного и Ученого советов ИПКОН РАН, членом Научного совета РАН по проблемам горных наук, членом редколлегии научно-технического журнала «Открытые горные работы», членом экспертного совета Минтопэнерго России по разработке «Энергетической стратегии России на период до 2020 г.».
Умер в 2011 году. Похоронен на Ваганьковском кладбище.

## Награды
- Медаль ордена «За заслуги перед Отечеством» II степени (2002)[2]